# Itapetininga (gemeente)
Itapetininga is een gemeente in de Braziliaanse deelstaat São Paulo. De gemeente telt 148.808 inwoners (schatting 2009).
De plaats is zetel van het rooms-katholieke bisdom Itapetininga.

## Aangrenzende gemeenten
De gemeente grenst aan Alambari, Angatuba, Buri, Campina do Monte Alegre, Capão Bonito, Capela do Alto, Guareí, Pilar do Sul, São Miguel Arcanjo, Sarapuí en Tatuí.

## Geboren
- Júlio Prestes (1882-1946), politicus
- Hudson Nogueira (1968), componist en klarinettist